# William Rose Benét
William Rose Benét, född 2 februari 1866, död 4 maj 1950, var en amerikansk författare. Han var bror till Stephen Vincent Benét.
Benét utgav en rad diktsamlingar präglade av teknisk färdighet, säker tonkonst och human anda. Han vann 1941 Pulitzerpriset i poesi för The dust which is God, en självbiografisk berättelse på vers.